# Torrenueva Costa
Torrenueva Costa ist eine Gemeinde in der Provinz Granada im Südosten Spaniens mit 3.098 Einwohnern (Stand: 2024). Die Gemeinde liegt in der Comarca Costa Tropical. 

## Geografie
Die Ortschaft füllt den westlichen Teil des Sacratif-Kap aus. Der Name Torrenueva stammt von einem Wachturm aus dem 17. Jahrhundert, der sich in der Ortschaft befindet, am südlichen Rand der Landstraße N-340 zwischen Málaga und Almería, die durch die Ortschaft führt. Die Strände des Ortes sind touristisch sehr attraktiv.

## Geschichte
Die Region Costa Tropical, in der sich die heutige Gemeinde befindet, spielte eine herausragenden Rolle im Handel während der Zeit der Ausbreitung der ersten Zivilisationen des Mittelmeerraum. Sie erlebte eine weitere Blüte in der Zeit von Al-Andalus. Nach der Vertreibung der Morisken verödete die Gegend. Heute lebt sie von Tourismus und Landwirtschaft. 
Der Ort gehörte früher zur Gemeinde Motril, von der er am 2. Oktober 2018 getrennt wurde, um eine eigene Gemeinde zu bilden. Schon davor hatte bei der lokalen Bevölkerung ein Wunsch bestanden eine eigene Gemeinde zu bilden.